# Robert Bergh
Robert Bergh, né le 22 décembre 1968 à Selånger, est un entraîneur et driver suédois, spécialiste des courses de trot attelé. 

## Principales victoires

### Groupe 1
| Année | Course                        | Cheval           | Driver               |
| ----- | ----------------------------- | ---------------- | -------------------- |
| 1996  | Svenskt Trav-Kriterium        | Remington Crown  | Robert Bergh         |
| 1997  | Konung Gustaf V:s Pokal       | Remington Crown  | Robert Bergh         |
| 1997  | Svenskt Travderby             | Remington Crown  | Robert Bergh         |
| 1998  | Norrbottens Stora Pris        | Remington Crown  | Robert Bergh         |
| 1999  | Svenskt Trav-Kriterium        | Simb Zipper      | Robert Bergh         |
| 1999  | Breeders' Crown, 3-åriga h/v  | Simb Zipper      | Robert Bergh         |
| 2000  | Svenskt Trav-Kriterium        | Hilda Zonett     | Robert Bergh         |
| 2000  | Breeders' Crown, 3-åriga ston | Hilda Zonett     | Robert Bergh         |
| 2001  | Drottning Silvias Pokal       | Hilda Zonett     | Robert Bergh         |
| 2001  | Svenskt Travderby             | Hilda Zonett     | Robert Bergh         |
| 2003  | Prix de France                | Hilda Zonett     | Robert Bergh         |
| 2003  | Norrbottens Stora Pris        | Hilda Zonett     | Robert Bergh         |
| 2003  | Svenskt Travderby             | Tsar d'Inverne   | Robert Bergh         |
| 2003  | Sto-SM                        | Hilda Zonett     | Robert Bergh         |
| 2006  | Sprintermästaren              | Fantasy Broline  | Robert Bergh         |
| 2007  | Grand Prix Orsi Mangelli      | Adrian Chip      | Robert Bergh         |
| 2007  | Mémorial Ulf Thoresen         | Adrian Chip      | Robert Bergh         |
| 2010  | Sprintermästaren              | You Bet Hornline | Robert Bergh         |
| 2010  | St. Michel Ajo                | Amour Ami        | Mika Forss           |
| 2011  | Grand Prix de l'UET           | Kadett C.D.      | Robert Bergh         |
| 2011  | Breeders' Crown, 4-åriga h/v  | Kadett C.D.      | Robert Bergh         |
| 2013  | Elitloppet                    | Nahar            | Robert Bergh         |
| 2013  | Norrbottens Stora Pris        | Nahar            | Robert Bergh         |
| 2014  | Norrbottens Stora Pris        | Nahar            | Robert Bergh         |
| 2014  | Hugo Åbergs Memorial          | Ed You           | Robert Bergh         |
| 2014  | UET Trotting Masters          | Ed You           | Torbjörn Jansson     |
| 2015  | E3-final (långa), ston        | Timbal           | Robert Bergh         |
| 2017  | Konung Gustaf V:s Pokal       | Diamanten        | Christoffer Eriksson |
| 2017  | Sprintermästaren              | Diamanten        | Christoffer Eriksson |
| 2017  | Grand Prix d'Allemagne        | Diamanten        | Kim Eriksson         |
| 2019  | Svenskt Trav-Kriterium        | Power            | Robert Bergh         |
| 2020  | Svenskt Travderby             | Hail Mary        | Robert Bergh         |
| 2020  | Grand Prix de l'UET           | Power            | Robert Bergh         |
| 2020  | Breeders' Crown, 4-åriga h/v  | Hail Mary        | Per Lennartsson      |